# Sorbopirus
Sorbopirus (lat. × Pyraria irregularis; sin. ×Sorbopyrus, ×Sorbopyrus irregularis, xSorbopyrus auricularis), monotipski hibridni rod ružovki u podtribusu Malinae čija je jedina vrsta × P. irregularis (×S. auricularis), nastao u Francuskoj još prije 1610 godine između vrsta Sorbus aria (L.) Crantz. i Pyrus communis L..
× P. irregularis je listopadno drvo koje naraste do 12 metra visine, hermafrodit s muškim i ženskim organima koje oprašuju kukci. Danas se uzgaja ali samo po arboretumima ili botaničkim vrtovima diljem svijeta. 
Plodovi su kruškolikog oblik, jestivi, a sazrijevaju sredinom kolovoza.
Ovo zanimljivo i izuzetno stablo hibrid je mukinje Sorbus aria i obične kruške Pyrus communis. Kaže se da potječe iz Bollwylera u Alsaceu, a prvi put ga spominje J. Bauhin 1619. Već tri stotine godina razmnožava se cijepljenjem, jer daje vrlo malo plodnog sjemena. Najljepše drvo zabilježeno u Britaniji raslo je u Bramford Hallu, Ipswich, koje je, prema informacijama dobivenim od Lady Loraine 1904., tada bilo više od 60 stopa.

## Vanjske poveznice
- Plants For A Future
- Sorbopyrus, 'Shipova' ancient pear hybrid
- x Sorbopyrus auricularis